# Christian Schneuwly
Christian Schneuwly (né le 7 février 1988 à Wünnewil) est un footballeur professionnel suisse. Il évolue en tant que milieu droit au sein du club du FC Stade Lausanne Ouchy. Son frère aîné Marco Schneuwly est également footballeur professionnel.

## Carrière en club
Après son enfance passée, entre ses deux grands frères Lukas et Marco, en Singine, où il commence le football au FC Wünnewil sous les ordres de son père, Christian Schneuwly rejoint le centre de formation cantonal de Fribourg à l’âge de treize ans. En 2003, il est repéré par le club de la capitale suisse, le BSC Young Boys, dont il rejoint les équipes juniors. Il intègre l'équipe réserve en 2005 avant de faire des débuts timides en Super League durant la saison 2007-2008.
N'ayant pas encore de place pour lui dans l'équipe fanion, et pour qu'il fasse ses gammes en Challenge League, les Young Boys le prêtent une saison chez son voisin du FC Biel-Bienne. Christian Schneuwly, auteur d'une bonne saison dans le Seeland, devient dès 2009 membre à part entière du BSC Young Boys, même s'il n'a pas encore gagné une place de titulaire indiscutable.
La saison 2010-2011 n'est que peu convaincante pour le jeune joueur qui ne fait que 16 apparitions en Super League sous le maillot bernois et ne marque surtout qu'à deux reprises. Le joueur fait part de son envie d'être prêté la saison suivante, ce que son club accepte. Sous forme de prêt, le joueur s'impose comme titulaire au FC Thoune sous les ordres de Bernard Challandes. Après un retour d’une saison à Berne, il est transféré dans le club thounois au début de la saison 2013-2014.
À la fin juillet 2019, mécontent du rôle qu’on souhaite lui donner au FC Lucerne, club qu’il avait rejoint en 2016, il résilie son contrat et signe quelques jours plus tard une entente portant sur deux saisons avec le FC Lausanne-Sport, pensionnaire de D2. Christian dispute son premier match avec les Lausannois le 10 août 2019, face au SC Kriens, lors d'un match de championnat. Débutant le match sur le banc, le Fribourgeois entre en jeu à la 67e minute de jeu et attribue une passe décisive à Andi Zeqiri lors du dernier but de la rencontre (victoire 4-0 au stade olympique de la Pontaise).

## Carrière en équipe nationale
Schneuwly fait sept apparitions avec le maillot de l'Équipe de Suisse des moins de 17 ans de football et passe le premier tour du Championnat d'Europe des moins de 17 ans de l'UEFA. Il fait deux apparitions avec les U19.

## Statistiques
| Saison                | Club                  | Championnat           | Championnat | Championnat | Coupe(s) nationale(s) | Coupe(s) nationale(s) | Compétition(s) continentale(s) | Compétition(s) continentale(s) | Compétition(s) continentale(s) | Total | Total |
| Saison                | Club                  | Division              | M.          | B.          | M.                    | B.                    | Comp.                          | M.                             | B.                             | M.    | B.    |
| 2005-2006             | BSC Young Boys U21    | 1re ligue             | 7           | 0           | -                     | -                     | -                              | -                              | -                              | 7     | 0     |
| 2006-2007             | BSC Young Boys U21    | 1re ligue             | 19          | 2           | -                     | -                     | -                              | -                              | -                              | 19    | 2     |
| 2007-2008             | BSC Young Boys U21    | 1re ligue             | 19          | 4           | -                     | -                     | -                              | -                              | -                              | 19    | 4     |
| Sous-total            | Sous-total            | Sous-total            | 45          | 6           | -                     | -                     | -                              | -                              | -                              | 45    | 6     |
| 2007-2008             | BSC Young Boys        | Super League          | 2           | 0           | -                     | -                     | C3                             | 3                              | 0                              | 5     | 0     |
| 2008-2009             | FC Bienne (prêt)      | Challenge League      | 27          | 6           | 1                     | 0                     | -                              | -                              | -                              | 28    | 6     |
| 2009-2010             | BSC Young Boys        | Super League          | 29          | 3           | 3                     | 0                     | -                              | -                              | -                              | 32    | 3     |
| 2010-2011             | BSC Young Boys        | Super League          | 16          | 2           | 2                     | 0                     | C1 C3                          | 3 4                            | 0                              | 25    | 2     |
| 2011-2012             | FC Thoune (prêt)      | Super League          | 30          | 8           | 1                     | 1                     | C3                             | 5                              | 0                              | 36    | 9     |
| 2012-2013             | BSC Young Boys        | Super League          | 27          | 1           | 3                     | 1                     | C3                             | 11                             | 0                              | 41    | 2     |
| 2013-2014             | BSC Young Boys        | Super League          | 3           | 0           | -                     | -                     | -                              | -                              | -                              | 3     | 0     |
| Sous-total            | Sous-total            | Sous-total            | 134         | 20          | 10                    | 2                     | -                              | 26                             | 0                              | 170   | 22    |
| 2013-2014             | FC Thoune             | Super League          | 30          | 4           | 5                     | 0                     | C3                             | 7                              | 2                              | 42    | 6     |
| 2014-2015             | FC Thoune             | Super League          | 17          | 4           | 3                     | 1                     | -                              | -                              | -                              | 20    | 5     |
| Sous-total            | Sous-total            | Sous-total            | 47          | 8           | 8                     | 1                     | -                              | 7                              | 2                              | 62    | 11    |
| 2014-2015             | FC Zurich             | Super League          | 18          | 2           | 2                     | 0                     | -                              | -                              | -                              | 20    | 2     |
| 2015-2016             | FC Zurich             | Super League          | 12          | 1           | 2                     | 1                     | C3                             | 2                              | 0                              | 16    | 2     |
| Sous-total            | Sous-total            | Sous-total            | 30          | 3           | 4                     | 1                     | -                              | 2                              | 0                              | 36    | 4     |
| 2015-2016             | FC Lucerne            | Super League          | 18          | 2           | 1                     | 0                     | -                              | -                              | -                              | 19    | 2     |
| 2016-2017             | FC Lucerne            | Super League          | 32          | 1           | 3                     | 1                     | C3                             | 2                              | 0                              | 37    | 2     |
| 2017-2018             | FC Lucerne            | Super League          | 32          | 6           | 3                     | 0                     | C3                             | 2                              | 0                              | 37    | 6     |
| 2018-2019             | FC Lucerne            | Super League          | 35          | 4           | 5                     | 2                     | C3                             | 2                              | 0                              | 42    | 6     |
| 2019-2020             | FC Lucerne            | Super League          | 2           | 1           | -                     | -                     | C3                             | 1                              | 1                              | 3     | 2     |
| Sous-total            | Sous-total            | Sous-total            | 119         | 14          | 12                    | 3                     | -                              | 7                              | 1                              | 138   | 18    |
| 2019-2020             | FC Lausanne-Sport     | Challenge League      | 31          | 6           | 4                     | 0                     | -                              | -                              | -                              | 35    | 6     |
| Sous-total            | Sous-total            | Sous-total            | 31          | 6           | 4                     | 0                     | -                              | -                              | -                              | 35    | 6     |
| Total sur la carrière | Total sur la carrière | Total sur la carrière | 406         | 57          | 38                    | 7                     | -                              | 42                             | 3                              | 486   | 67    |

## Palmarès
- Champion de Suisse de D2 en 2020 avec le FC Lausanne-Sport